# Star Wars: The Clone Wars (TV-serie)
Star Wars: The Clone Wars är en amerikansk datoranimerad TV-serie skapad av Lucasfilm Animation och Lucasfilm Animation Singapore. Den debuterade i Cartoon Network den 3 oktober 2008, efter att dess pilotavsnitt visats på bio från mitten av augusti. Den utspelar sig i den fiktiva Star Wars-galaxen, under samma period som serien Star Wars: Klonkrigen från 2003. Båda serierna handlar om tiden mellan Episod II: Klonerna anfaller och Episod III: Mörkrets hämnd i filmserien Stjärnornas krig.
Varje avsnitt är 22 minuter långt, för att fylla ett halvtimmesblock inklusive reklam. Star Wars-skaparen George Lucas sade att det minst skulle produceras 100 avsnitt av serien. Det gjordes sex säsonger av serien men en sjunde var planerad. Säsong sju avbröts på grund av att Disney fick rättigheterna. Dave Filoni, som även arbetat med Avatar: Legenden om Aang, var chefsregissör för serien. Genndy Tartakovsky, regissören för den första Clone Wars-serien, var inblandad i denna produktion, men karaktärsdesignern Kilian Plunkett hänvisar till karaktärsdesignen från 2D serien när han designade karaktärerna till 3D serien.
Den 27 maj 2007 släpptes den första trailern för serien på Star Wars officiella webbplats. Den 12 februari 2008 avslöjade den officiella Star Wars-sajten att serien kommer att göra en "kick off" med en film som beräknas hade premiär i de amerikanska biograferna den 15 augusti samma år.
Serien slutade att produceras efter att Disney fick rättigheterna till Star Wars. De sista avsnitten släpptes på Netflix under våren 2014. Serien blev uppföljd av Star Wars Rebels.
Den 19 juli 2018 meddelade Dave Filoni på Comic-Con i San Diego att serien skulle fortsätta med 12 helt nya avsnitt. I samband med detta släpptes en ny trailer på den officiella Star Wars-kanalen på YouTube. I februari 2020 släpptes den sjunde och sista säsongen på Disneys streamingtjänst Disney+.

## Om serien
The Clone Wars utspelar sig mellan episod två och tre, och handlar helt om klonkrigen. Serien är datoranimerad och huvudpersonerna avviker något från skådespelarnas utseende.

## Rollista
| Roll                    | Engelska röstskådespelare | Svenska röstskådespelare                          |
| ----------------------- | ------------------------- | ------------------------------------------------- |
| Obi-Wan Kenobi          | James Arnold Taylor       | Dan Bratt                                         |
| Anakin Skywalker        | Matt Lanter               | Dick Eriksson                                     |
| Ahsoka Tano             | Ashley Eckstein           | Amanda Renberg/Linda Åslund[källa behövs]         |
| Kloner                  | Dee Bradley Baker         | Steve Kratz                                       |
| Palpatine/Darth Sidious | Ian Abercrombie/Tim Curry | Adam Fietz                                        |
| General Grievous        | Matthew Russell Wood      | Peter Sjöquist                                    |
| Yoda                    | Tom Kane                  | Gunnar Ernblad                                    |
| Mace Windu              | Terrence C. Carson        | Fredrik Hiller                                    |
| Padmé Amidala           | Catherine Taber           | Elina Raeder                                      |
| C-3PO                   | Anthony Daniels           | Kristian Ståhlgren/Joakim Jennefors[källa behövs] |
| Greve Dooku             | Corey Burton              | Stephan Karlsén                                   |
| Asajj Ventress          | Nika Futterman            | Jennie Jahns                                      |
| Satine Kryze            | Anna Graves               | Suzanna Dilber                                    |
| Nute Gunray             | Tom Kenny                 | Christian Fex                                     |
| Kit Fisto               | Phil LaMarr               | Peter Sjöquist                                    |
| Darth Maul              | Samuel Witwer             | Joachim Bergström/Ole Ornered[källa behövs]       |
| Lok Durd                | George Takei              | ?                                                 |

## Karaktärer
- Anakin Skywalker
- Obi-Wan Kenobi
- Padmé Amidala
- C-3PO
- R2-D2
- General Grievous
- Palpatine/Darth Sidious
- Yoda
- Mace Windu
- Count Dooku/Darth Tyranus
- Asajj Ventress
- Plo Koon
- Kit Fisto
- Shaak Ti
- IG-100 MagnaGuards
- B-1 Battle Droid
- B-2 Battle Droid
- ARC Troopers
- Clonetroopers
- Droidekas
- R4-P17
- Darth Maul
- Ahsoka Tano
- Commander Cody
- Captain Rex, an ARC Trooper